# Juxtaxanthias lividus
Juxtaxanthias lividus is een krabbensoort uit de familie van de Xanthidae. De wetenschappelijke naam van de soort is voor het eerst geldig gepubliceerd in 1812 door Latreille, in Milbert.